# Poúlithra
Poúlithra är en ort i Grekland.   Den ligger i prefekturen Arkadien och regionen Peloponnesos, i den södra delen av landet, 120 km sydväst om huvudstaden Aten. Poúlithra ligger 138 meter över havet och antalet invånare är 598.
Terrängen runt Poúlithra är lite bergig. Havet är nära Poúlithra åt nordost. Runt Poúlithra är det glesbefolkat, med 11 invånare per kvadratkilometer. Närmaste större samhälle är Leonídio, 7,0 km norr om Poúlithra. 